# مشاهد حسين
مشاهد حسين سيد سياسي باكستاني وصحفي وهو حاليًا عضو مجلس الشيوخ الباكستاني عن إسلام أباد عن حزب الرابطة الإسلامية الباكستانية (ن) منذ 3 مارس 2018.
عمل لفترة وجيزة في حكومة نواز شريف في التسعينات، وهو معروف بمواقفه السياسية التي تعكس السياسة المحافظة الوطنية، وتدعم فكرة السيطرة المدنية على الجيش. لعب دورًا حاسمًا في دعم عملية صنع القرار نحو اختبار الأسلحة النووية ردًا على الهند عام 1998.
وهو معروف بتأييده لتعزيز العلاقات الخارجية مع الصين وآسيا الوسطى، خدم كرئيس المعهد الصيني الباكستاني، وهي جماعة ضغط مقرها إسلام أباد.